# Valmieras pagasts
Valmieras pagasts er en territorial enhed i Burtnieku novads i Letland. Pagasten etableredes i 1894, havde 3.251 indbyggere i 2010 og omfatter et areal på 101,20 kvadratkilometer. Hovedbyen i pagasten er Vanagi.